# Orimarga (Diotrepha) setosivena
Orimarga (Diotrepha) setosivena is een tweevleugelige uit de familie steltmuggen (Limoniidae). De soort komt voor in het Neotropisch gebied.